# Зерендинская волость
Зерендинская волость — казахская кочевая волость в Кокчетавском уезде Акмолинской области Российской империи. Основана в 1869 году. Лошадей 23428, крупного рогатого скота 8927, верблюдов 75, овец 31872, коз 6245 голов.

## Население
Населена исключительно кочующими киргизами (2198 кибиток в 11 аулах). Жит. 11081; на 1 кибитку приходится 412,9 дес., на 1 душу — 81,9 дес.

## Территория

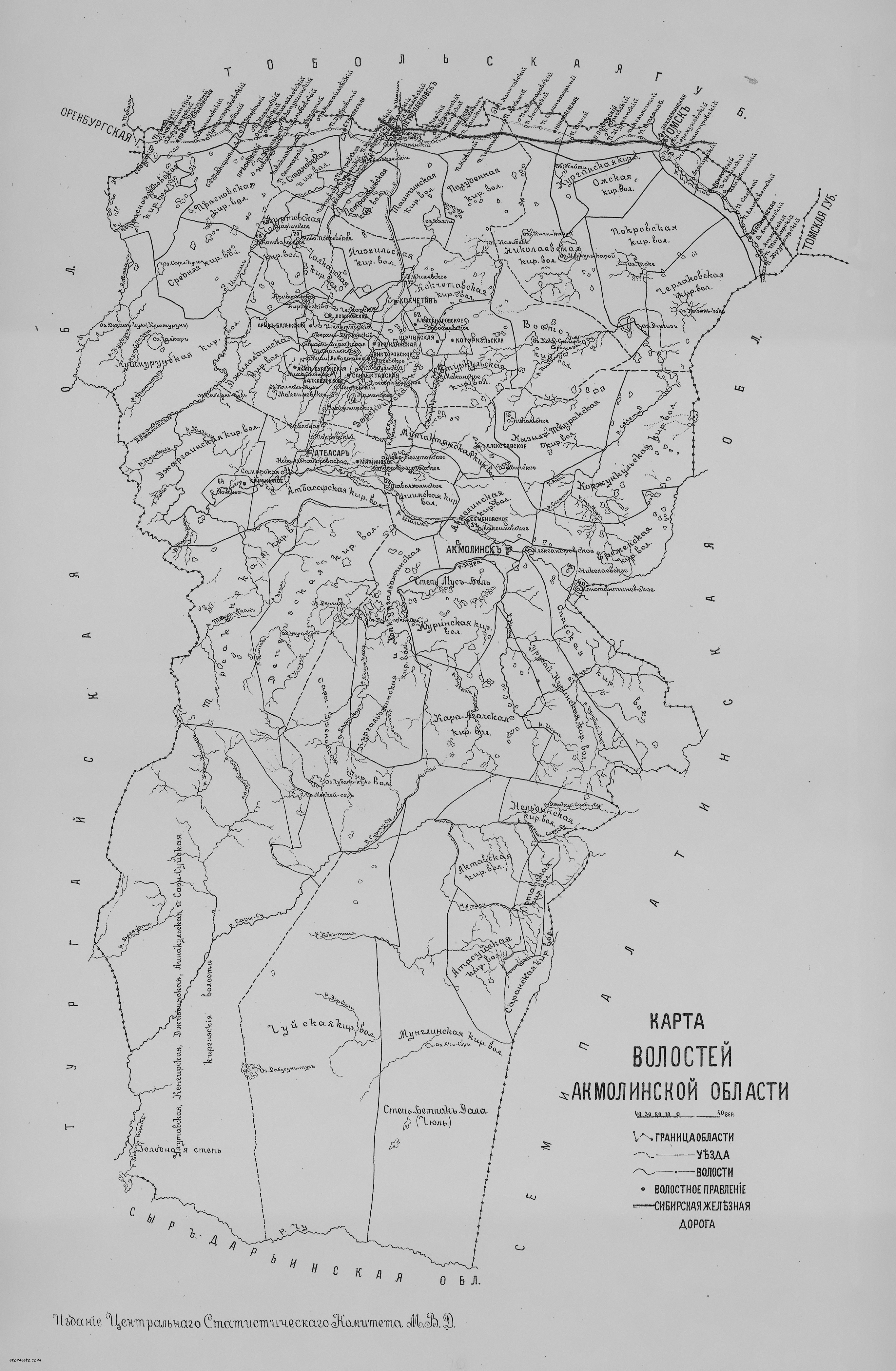
Карта волостей Акмолинской области 1893 года

Территория находилась на Кокчетавского уезда на территории современного ?ского района.